# Marie Kudeříková
Marie Kudeříková (často zmiňovaná jako Maruška Kudeříková (24. března 1921 Vnorovy – 26. března 1943 Breslau) byla studentka aktivní za druhé světové války v domácím odboji.

## Život

### Mládí
Marie Kudeříková se narodila 24. března 1921 v zemědělské rodině ve Vnorovech na Slovácku jako nejstarší dcera domkáře, bývalého ruského legionáře a v letech 1928–1929 lidoveckého starosty její rodné obce Josefa Kudeříka a Františky Kudeříkové rozené Kubíkové, která byla velmi sečtělá a výtvarně nadaná. Marie měla sestru Alžbětu a nejmladšího sourozence Josefa. Domácnost sdílela ještě se svými prarodiči a tetou. V třicátých letech získal otec jako bývalý legionář zaměstnání u Československých státních drah. Stal se železničním zřízencem ve stanici Vrbovce na moravsko-slovenském pomezí. Marie Kudeříková jezdila do české školy ve Velké nad Veličkou a po vychození obecní školy začala dojíždět na gymnázium ve Strážnici. Po Mnichovských událostech za Druhé Česko-Slovenské republiky v roce 1938 museli opustit Vrbovce a vrátit se do Vnorov. Josef Kudeřík převáděl ilegálně lidi přes zavedenou česko-slovenskou hranici. Kudeříkovi začali opět ve Vnorovech hospodařit a jejich dcery jezdily na strážnické gymnázium.

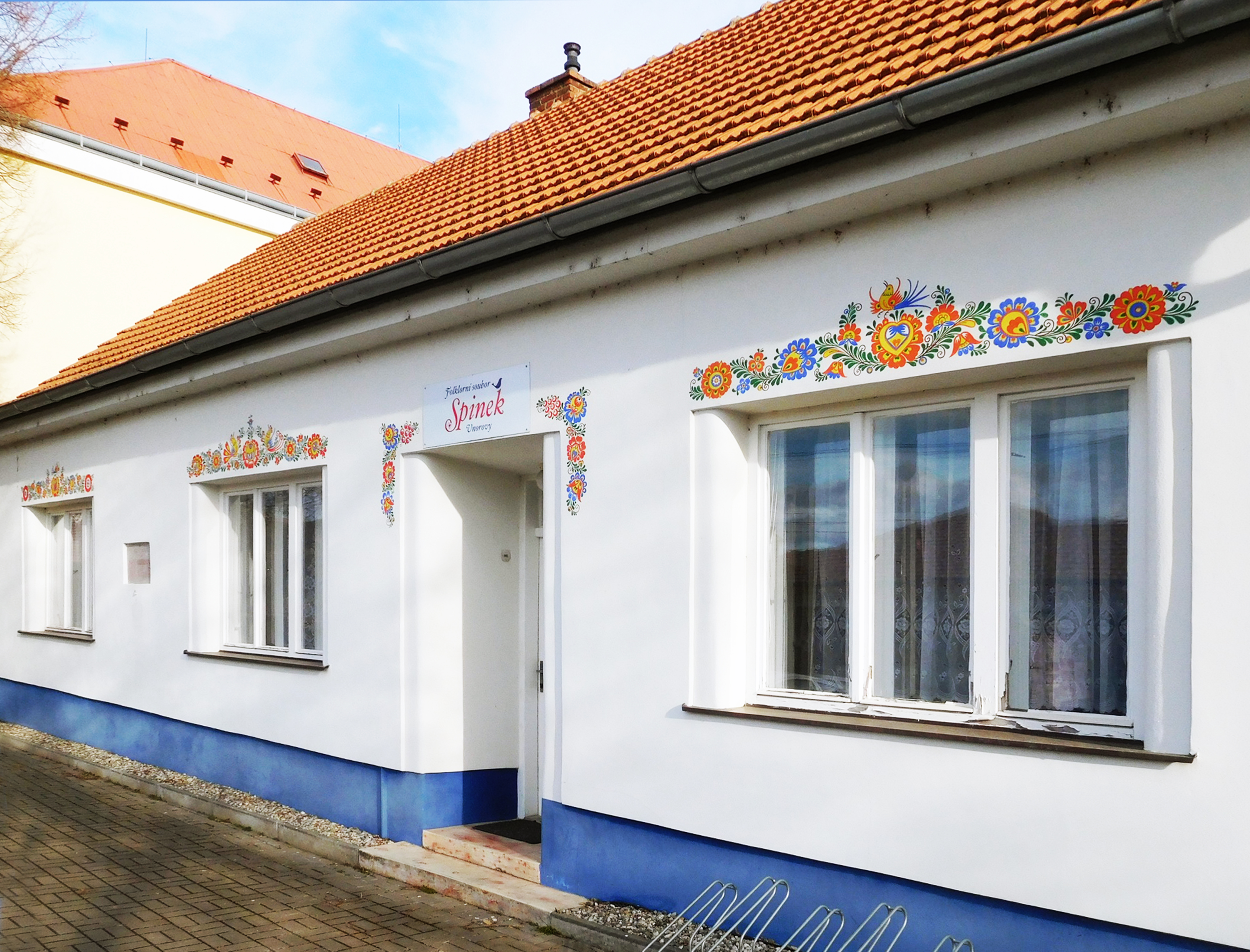
Rodný domek Marie Kudeříkové

### Studium
Marie se ve Strážnici sblížila se svým spolužákem Juliem Kramaričem. Julius přestoupil na gymnázium ze Slovenska, ale narodil se také jako Marie ve Vnorovech. Julius se hlásil ke komunistickým a socialistickým ideálům a získal pro ně i Marii. V roce 1940 oba maturovali. Na české vysoké školy nemohli, protože je Němci v září roku 1939 zavřeli, tak Marie začala dojíždět na jazykovou školu do Brna. Bydlela nejprve ve Veverské Bítýšce, kam se přestěhovala jazyková škola z Brna.

### Odboj

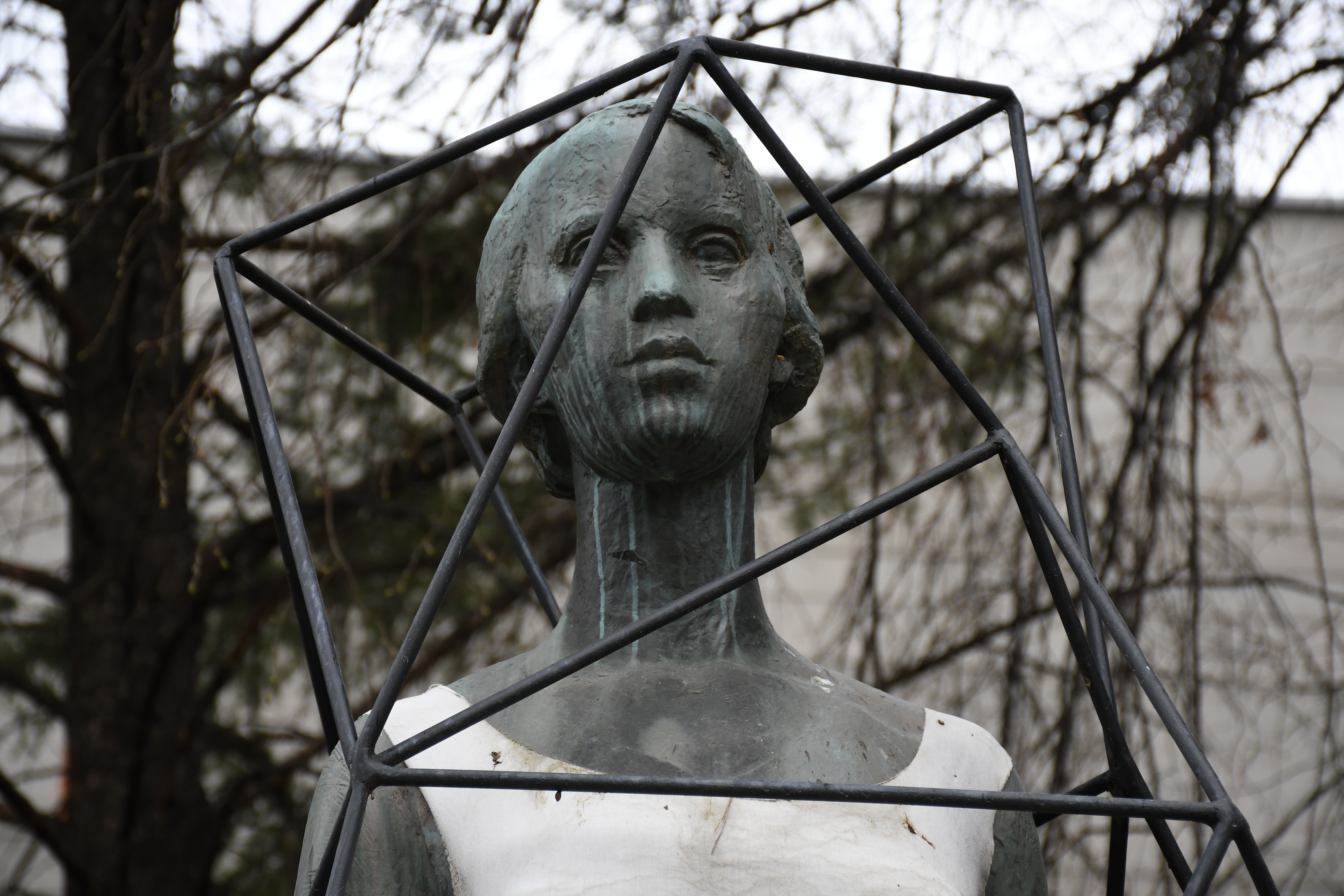
Pomník Marie Kudeříkové

Zapojila se do odboje ve Svazu mladých, který byl napojen na podzemní I. ilegální Ústřední výbor Komunistické strany. Po přestěhování do Brna začala pro své schopnosti působit ve vedení Svazu. Podílela se na tisku a distribuci ilegálních letáků, převodu členů odboje a organizovala sabotážní akce.
V té době bydlela v ulici Kamenná 21 v Brně. Dne 5. prosince 1941 ji zatklo gestapo. Při dlouhých a těžkých výsleších na vyšetřovnách gestapa v Brně i v Praze Kudeříková téměř nepromluvila a nikoho neprozradila. Ve vyšetřovacích protokolech gestapa měla napsáno osvědčení největšího hrdinství „hartnäckiges schweigen“ – tvrdošíjné mlčení. Až 16. listopadu 1942 proběhl „soud“ ve věznici města Breslau (pozdější polské Vratislavi), které bylo tehdy původní součástí "Třetí říše". Soudu se tehdy zúčastnili oba rodiče. Marie Kudeříková byla odsouzena k trestu smrti stětím sekyrou. Po rozsudku byla čtyři měsíce v cele smrti. Zde napsala celkem 32 dopisů, které pomohla vynést její kamarádka a jedna dozorkyně. Poprava se konala v pátek 26. března 1943 v 18.42 hodin, dva dny po jejích 22. narozeninách.

## Dopis před popravou
Znění dopisu, který napsala Marie Kudeříková těsně před popravou 26. 3. 1943:
Drazí moji rodiče, moje milovaná matičko, tatíčku!
Moje sestro jediná a maličký bratře! Nejdražší staruško a tetičko! Moji přátelé, milí, drazí, známí! Má rodino! Vy všichni, drazí v tom, co je mému srdci nejmilejší!
Loučím se s Vámi, pozdravuji, miluji. Neplačte, nepláču. Bez nářku, bez záchvěvu strachu, bez bolesti odcházím, už přicházím k tomu, co mělo být přece jen až na konci, ne uprostřed. K odchodu od Vás, a přece k naprostému sblížení, splynutí. Tak málo Vám mohu ze své lásky dát, jen nejvážnější ujištění o její hloubce a horoucnosti. Vřelé díky.
Dnes… vydechnu naposled. A přece do posledního okamžiku! Žít a věřit! Měla jsem vždy odvahu žít, neztrácím ji ani tváří v tvář tomu, co se v lidské řeči nazývá smrtí. Chtěla bych na sebe vzít celý Váš zármutek, bolest. Cítím sílu nést ji za Vás, touhu odnést ji s sebou… Znáte mě, vždyť jsem a zůstávám Vaší dcerou, Vaší krví. Zbořili jsme zeď, která se mezi nás postavila, a stojíme tváří v tvář, ruku v ruce, srdce v srdci…
Pan farář se přišel ještě podívat. Miluji, odcházím s vírou, pevnou vírou
Vaše milující dcera Marie Kudeříková
…Vlasy jsem sama vázala. Poslala jsem po nich vzkaz a políbení. Budou přibaleny k mým věcem, o které požádejte.

## Ohlasy v kultuře a společnosti

### Výtvarné umění, sochy, pamětní desky a pomníky
- V rodných Vnorovech před školou busta a vedle školy její rodný dům s pamětní deskou. Dnes sídlo folklorního souboru Spinek. Na nedalekém hřbitově hrob rodiny Kudeříkových.
- Ve Strážnici se na památku Marie Kudeříkové od roku 1956 jmenuje Základní škola Marie Kudeříkové (zkratkou ZŠMK).[4]
- V Havířově je po Marii Kudeříkové pojmenovaná základní škola, vedle níž stojí šamotová plastika Žal od sochaře Jiřího Myszaka z roku 1966.[5]
- V roce 1956 byla na dnešní ulici Milady Horákové v Brně osazena pamětní deska Marie Kudeříkové od sochaře Vojtěcha Hořínka. V roce 1990 byla ale deska odstraněna a přesunuta do depozitáře Muzea města Brna.
- V roce 1966 byla umístěna její busta v Kateřinské ulici v Olomouci. Autorem díla byl sochař Vojtěch Hořínek.
- V roce 1977 byl odhalen na třídě Kpt. Jaroše v Brně figurativní Pomník Marie Kudeříkové, jehož autorem byl v roce 1975/76 tehdejší student sochařského ateliéru na Akademii výtvarných umění v Praze Zdeněk Josef Preclík pod vedením svého profesora sochaře Miloše Axmana.[6]
- Na železniční stanici Vrbovce na moravsko-slovenském pomezí má pamětní desku s přidaným citátem z jejího posledního listu rodičům den před popravou.
- Pro festival Meeting Brno 2021 věnovaný Marii Kudeříkové vytvořil sochař Pavel Karous kolorovanou kresbu Ve vzduchu plove jablůňka - vzpomínka na Marii Kudeříkovou parafrázující surrealistické ilustrace Toyen z první poloviny 40. let 20. století.[7]
- 28. června roku 2021 byl odhalen aktualizovaný pomník Marie Kudeříkové. Intervenci pro šestý ročník festivalu Meeting Brno 2021, věnovaný Marii Kudeříkové, vytvořil sochař Pavel Karous. Dočasná umělecká intervence do pomníku, který vytvořil sochař Zdeněk Preclík v roce 1976, parafrázuje surrealistické grafiky a obrazy z přelomu 30. a 40. let 20. století, především dvojice Toyen, Štyrský a členů skupiny 42. Odhalení pomníku doprovázela vernisáž stejnojmenné výstavy grafik ve družstevní kavárně Tři Ocásci. Akci zahájila herečka a diplomatka Magda Vášáryová, která ztvárnila roli Marie Kudeříkové ve filmu „…a pozdravuji vlaštovky“ režiséra československé nové vlny Jaromila Jireše z roku 1972.
- V roce 2023 byl aktualizovaný Pomník Marie Kudeříkové Pavla Karouse na stálo vystaven v Brněnské Káznici a v rámci festival Faktor K proběhla výstava Antifascist Art věnovaná Mariie Kudeříkové v Café In The Ghetto. Kurátorem byl David Oplatek.

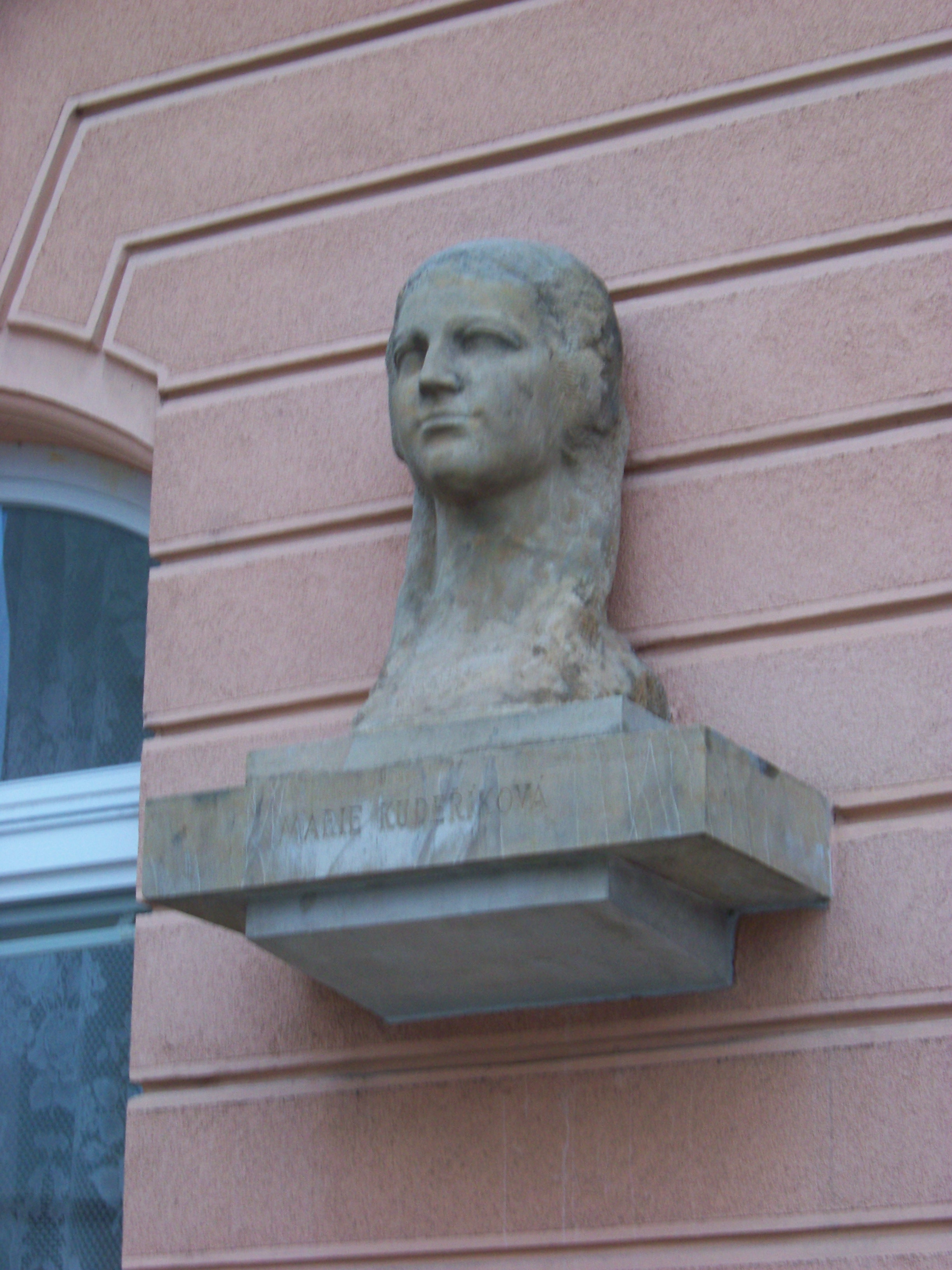
Vojtěch Hořínek, busta Marie Kudeříkové, 1966, Olomouc, Kateřinská 17

V Praze, Brně, Křelově, Svitavách, Veverské Bítýšce, Břeclavi, Ostravě, Znojmě, Trutnově, Benešově, Havířově a v Ústí nad Labem jsou po ní pojmenované ulice. Její jméno nese také červeně značená turistická trasa v Bílých Karpatech, která spojuje Veselí nad Moravou a hraniční přechod u Velké nad Veličkou.

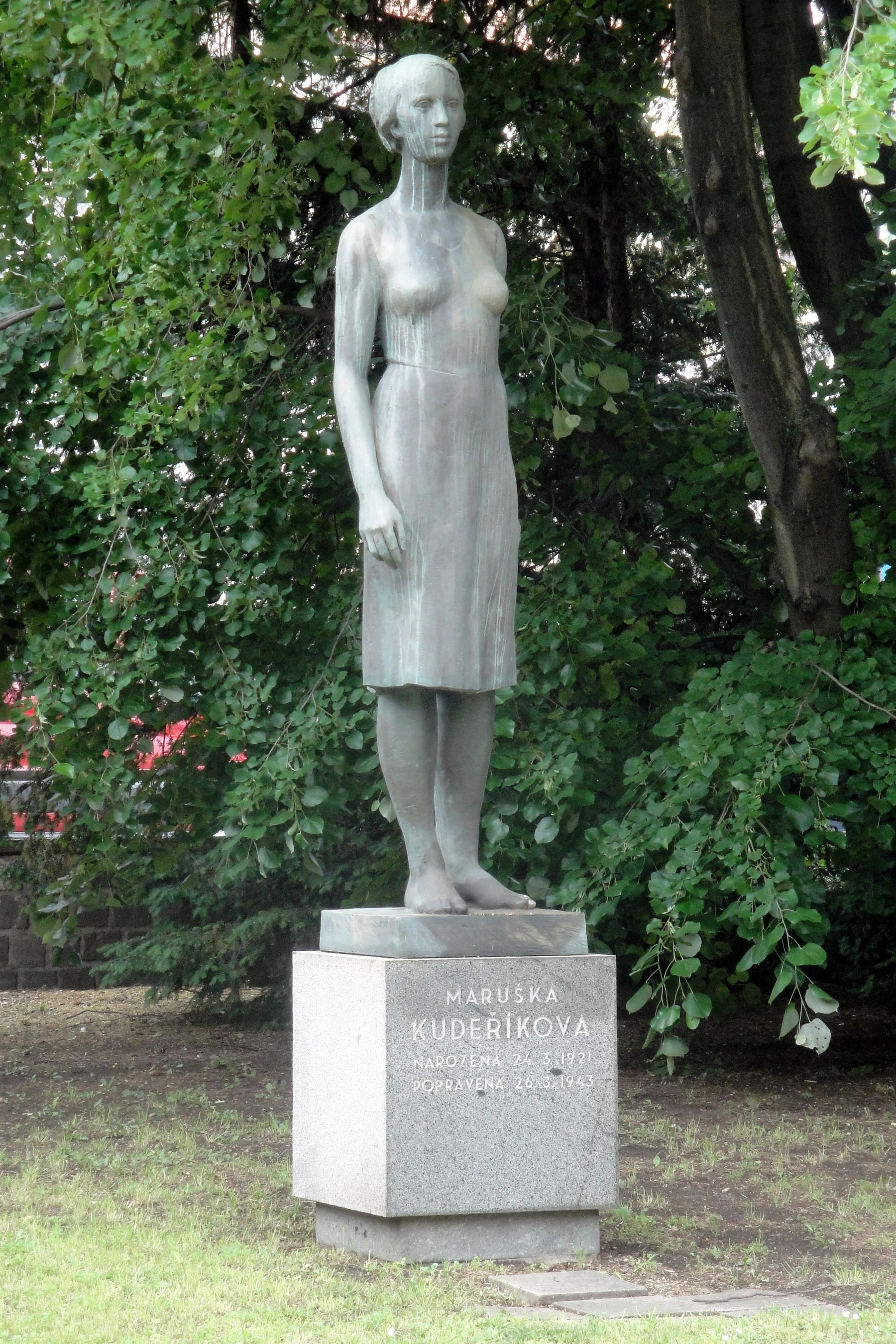
Zdeněk Josef Preclík, Miloš Axman: Maruška Kudeříková, třída Kpt. Jaroše, Brno-střed, 1977.
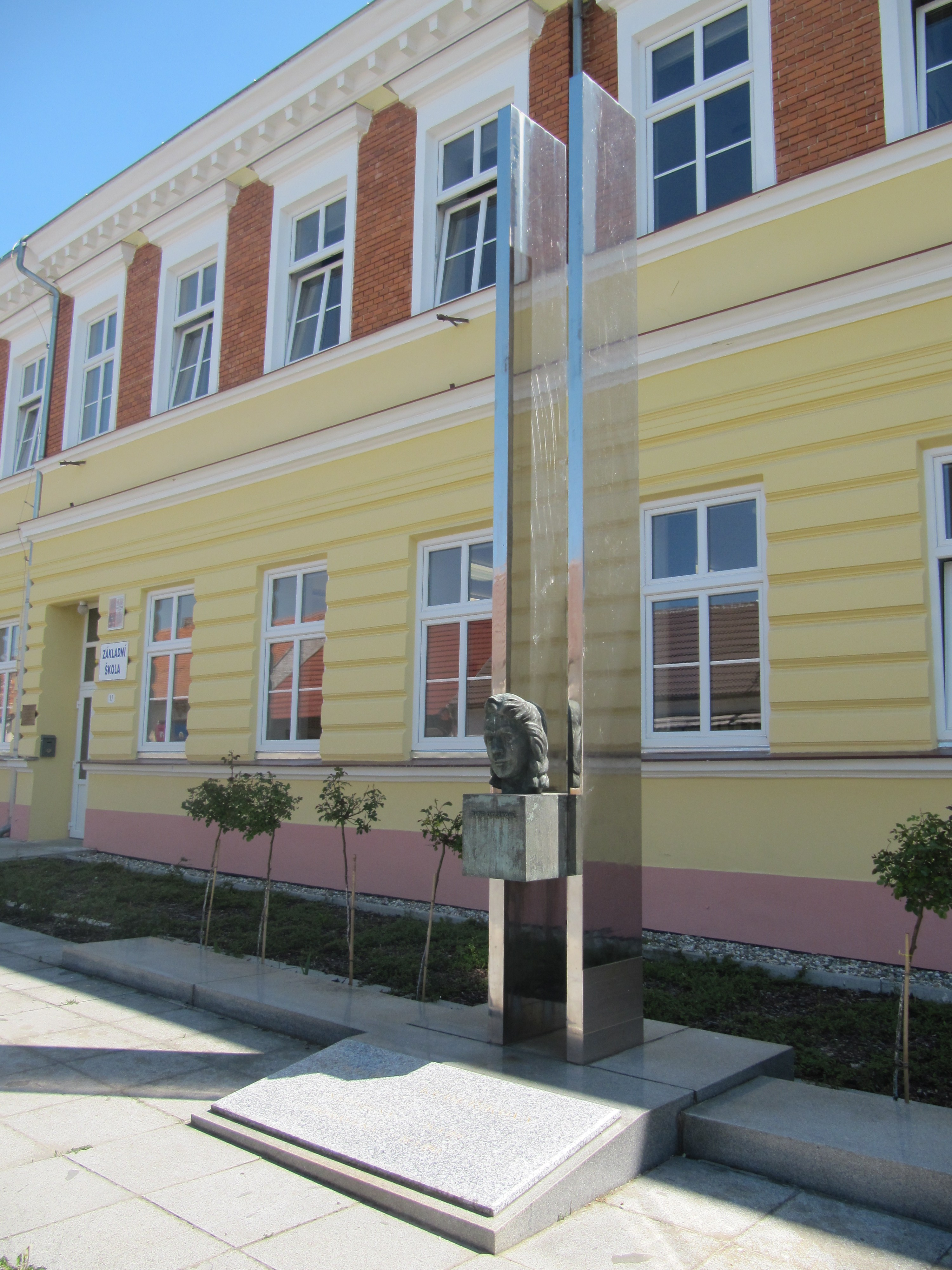
Pomník Marie Kudeříkové v Vnorovech.
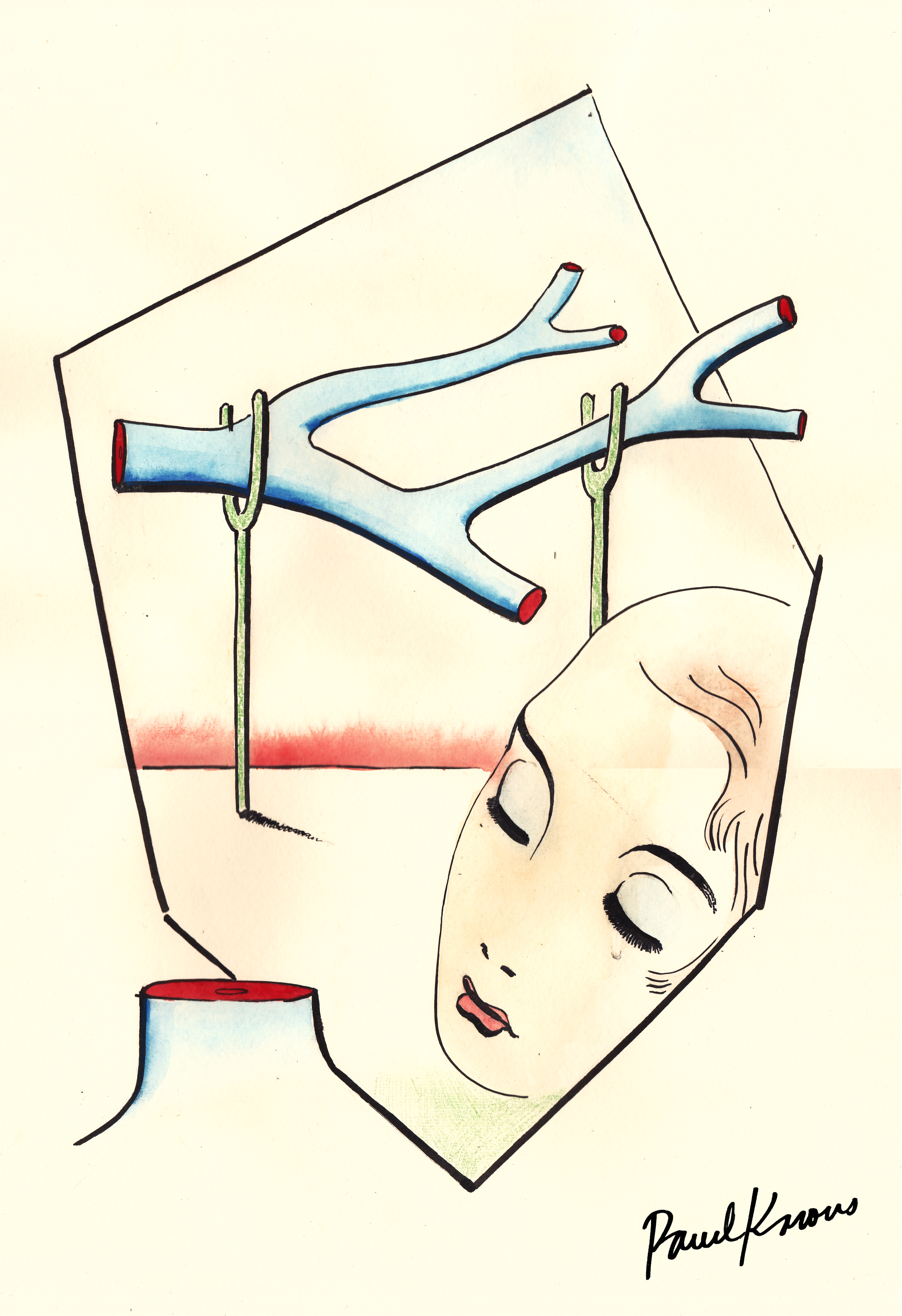
Pavel Karous: Ve vzduchu plove jablůňka – vzpomínka na Marii Kudeříkovou, 2021.
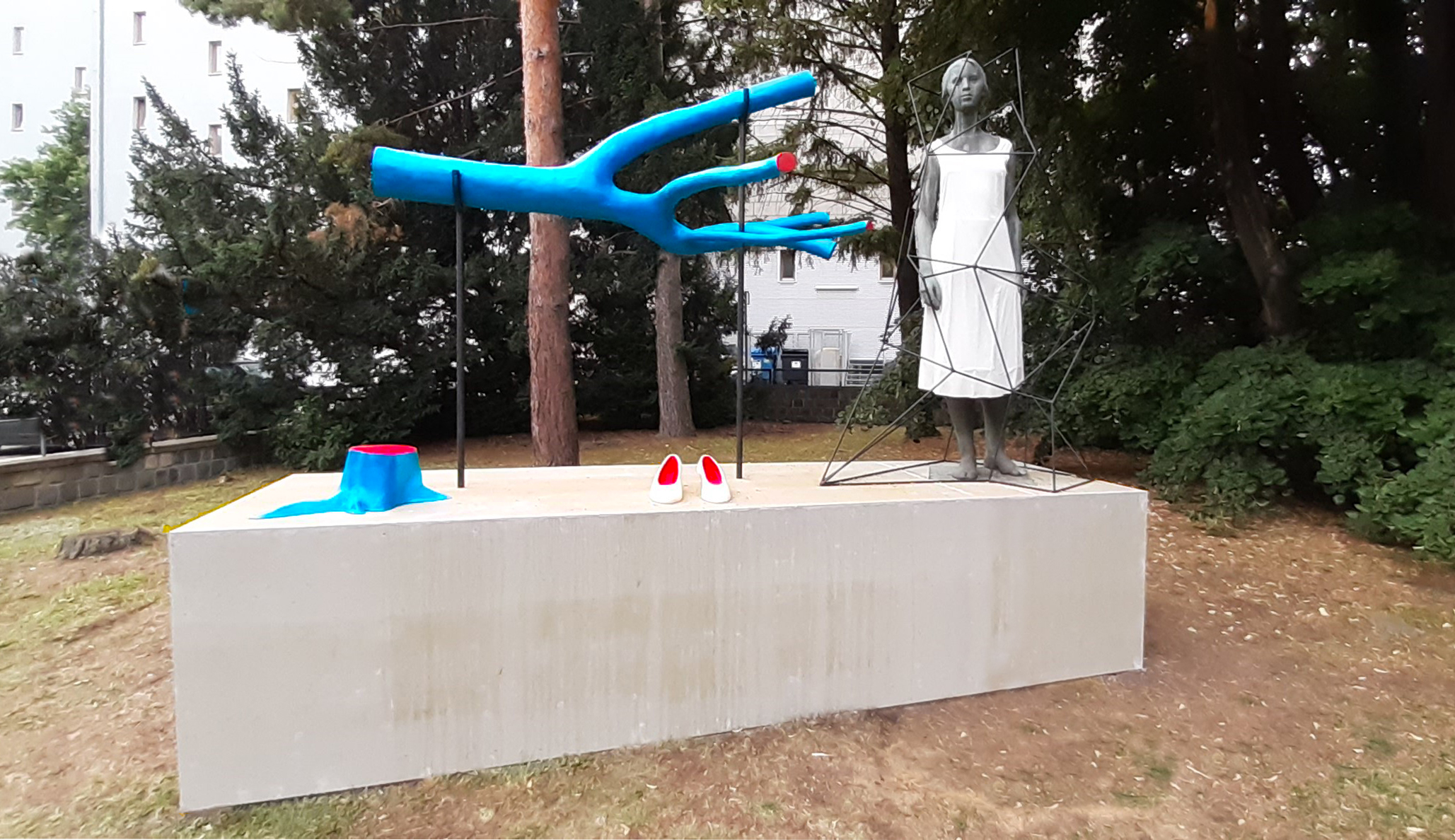
Aktualizace pomníku Marie Kudeříkové „Ve vzduchu plove jablůňka“, Pavel Karous, festival Meeting Brno, 2021